# Эквалль, Эмма
Эмма Эквалль (18 января 1838, Себю, Йёнчёпинг (ныне коммуна Транос) — 1 февраля 1925, приход Густава Вазы, Стокгольм) — шведская художница, сестра Кнута Эквалля.

## Биография
Искусством интересовалась с детства, в том числе благодаря знакомству семьи с графом Густавом Тролле-Бонде и под влиянием посещений его замка. В 1865—1870 годах получала художественное образование в Королевской академии свободных искусств в Стокгольме. В 1871 году стала первой женщиной, удостоенной по окончании курса Королевской медали. После завершения обучения некоторое время жила в немецких городах Лейпциге и Мюнхене.
Впервые её работы были представлены на выставке академии в 1868 году, а затем она получила известность как автор жанровых полотен, сюжеты которых иногда содержали некоторую долю иронии, цветочных натюрмортов и особенно хорошо, по мнению критиков, удававшихся ей портретов матерей с детьми и детей. Её картина «Lutspelerska» (1880), обозначившая новый этап в творчестве художницы, была приобретена Шведской ассоциацией искусств в Стокгольме. В возрасте 76 лет стала инвалидом в результате перелома бедра, однако рисовать продолжила до конца жизни.